# Restauración fluvial

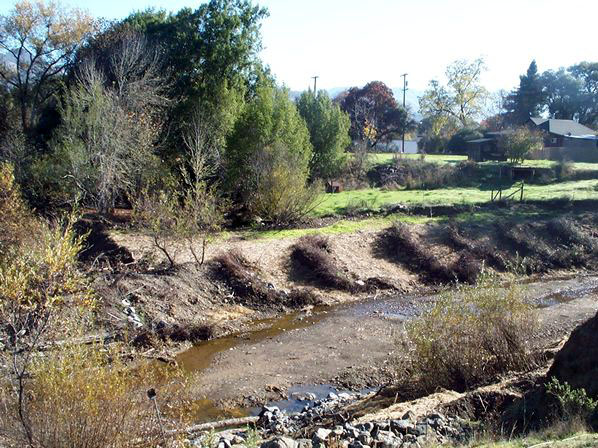
El proyecto de restauración del arroyo Robinson (2005) incluyó modificar el perfil de las pendientes de las costas, agregado de árboles y grandes rocas, remoción de especies invasoras y repoblación con especies autóctonas.

Se denomina restauración fluvial al proceso de recuperación de las características hidromorfológicas de un río o arroyo, para mejorar su integridad ecológica. Estas actividades tienen por objetivo restaurar el estado natural y el funcionamiento del sistema fluvial para promover la biodiversidad, recreación, gestión de crecidas y desarrollo del paisaje.
Se busca generar un régimen fluvial similar al régimen que existía previo a la intervención del hombre en el pasado que lo degradó en primera instancia. Para ello, se concentra el trabajo en regenerar sus componentes esenciales, tales como caudal, frecuencia, estacionalidad y variaciones estacionales de caudales y crecidas, presencia de sedimentos, espacio disponible para el establecimiento de una dinámica natural, conectividad con el medio hiporreico.
La mejora de la salud del curso de agua se expresa por ejemplo en expandir el hábitat para especies diversas (peces, insectos acuáticos, y otras formas de vida natural), y reducir la erosión de las costas. Entre las mejoras también se cuentan la mejora de la calidad del agua (reducción de los niveles de contaminantes y aumento de los niveles de oxígeno disuelto) y conseguir un régimen de flujo funcional sustentable que no requiera de intervenciones humanas periódicas, tales como dragado o construcciones de control de crecidas. Los proyectos de restauración fluvial también pueden dar lugar a la revalorización de las propiedades en zonas adyacentes.

## Enfoques y técnicas de restauración
Las actividades de restauración de arroyos pueden ir desde la simple mejora o eliminación de una estructura que inhibe las funciones naturales del arroyo (por ejemplo, reparación o reemplazo de una alcantarilla, o eliminación de barreras para el paso de peces como los vertederos), hasta la estabilización de los bancos del arroyo u otros intervenciones como la restauración de la zona ribereña o la instalación de instalaciones de gestión de aguas pluviales como humedales artificiales. El uso de agua reciclada para aumentar los flujos de la corriente que se han agotado como resultado de las actividades humanas también puede considerarse una forma de restauración de la corriente. Cuando están presentes, las esclusas de navegación tienen el potencial de ser operadas como canales de pesca de ranura vertical para restaurar el paso de peces hasta cierto punto para una amplia gama de biota, incluidos los nadadores pobres.
Los proyectos de restauración de corrientes normalmente comienzan con una evaluación del sistema de corrientes, que incluye datos climáticos, geología, hidrología de cuencas hidrográficas, sistemas hidráulicos de corrientes, patrones de transporte de sedimentos, geometría de canales, movilidad histórica de canales y registros de inundaciones. Existen numerosos sistemas para clasificar las corrientes de acuerdo con su geomorfología. Esta evaluación preliminar ayuda a comprender la dinámica de la corriente y determinar la causa de la degradación observada que se abordará; también se puede usar para determinar el estado objetivo para el trabajo de restauración previsto, especialmente dado que el estado "natural" o no perturbado a veces ya no se puede lograr debido a varias restricciones.
Se han definido dos enfoques generales para la restauración de arroyos en las últimas décadas: restauración basada en formas y restauración basada en procesos. El primero se enfoca en la restauración de características estructurales y/o patrones que se consideran característicos del sistema de flujo objetivo, el segundo se basa en la restauración de procesos hidrológicos y geomorfológicos (como el transporte de sedimentos o la conectividad entre el canal y la llanura de inundación) para garantizar la resistencia de la corriente y la salud ecológica.
En las últimas décadas, la restauración de arroyos se ha convertido en una disciplina importante en el campo de la gestión de los recursos hídricos, debido a la degradación de muchos ecosistemas acuáticos y ribereños relacionados con las actividades humanas. Solo en los Estados Unidos se estimó a principios de la década de 2000 que se gastaban más de mil millones de dólares cada año para restaurar ríos y que se habían llevado a cabo cerca de 40,000 proyectos de restauración en la parte continental del país.